# Westfield Group
Westfield Group fue una compañía australiana y el mayor grupo minorista de propiedad en el mundo por capitalización bursátil y la novena entidad más grande cotizada en el Mercado de Valores de Australia.
La empresa multinacional era propietaria y operadora de centro comerciales en Australia, Estados Unidos, Nueva Zelanda, España y el Reino Unido. Los centros comerciales de Westfield tienen el nombre típico de Westfield o Westfield Shoppingtown.
La compañía que existió desde 1960 hasta 2014, cuando se dividió en dos compañías independientes: Scentre Group, que ahora posee y opera la cartera de centros comerciales Westfield de Australia y Nueva Zelanda; y Westfield Corporation, que continuó siendo propietaria y operadora de la cartera de centros estadounidenses y europeos.

## Operaciones actuales
Westfield tiene actualmente intereses en el total de activos por el valor de A$ 41 mil millones, que representan a 121 centros comerciales en cuatro países - Australia, Nueva Zelanda, los Estados Unidos y el Reino Unido ― con más de 10 millones de metros cuadrados de espacio comercial . Es el grupo minorista más grande del mundo por capitalización bursátil, pero todavía es presidido por Frank Lowy, uno de sus fundadores.

### Estados Unidos
Desde su entrada al mercado en los Estados Unidos en 1977, Westfield agresivamente ha adquirido, restaurado y ampliado muchas propiedades comerciales a fin de atraer a los consumidores más ricos que viven a largas distancias. Seis semanas antes de los Ataques del 11 de septiembre había adquirido el centro comercial The Mall at the World Trade Center.  También ha financiado grandes campañas publicitarias para aumentar el conocimiento de su marca Westfield. El 9 de mayo de 2006, Westfield anunció la venta de 8 centros en los Estados Unidos, en un esfuerzo por vender ellos mismos los activos no estratégicos, puesto que ya no encajaban dentro de sus criterios de inversión ni tampoco en sus compromisos a largo plazo los planes de redesarrollo. Desde ese entonces, la empresa eliminará 5 centros, entre ellos cuatro de los cinco restantes centros comerciales "Westfield Missouri", y la de gama alta en "Shops at 'Westfield' North Bridge."

### Reino Unido
Westfield tiene un interés en 6 centros comerciales en el Reino Unido. Además, Westfield está involucrado en el desarrollo de tres nuevos centros comerciales.
- Es un asociado del 50% en el desarrollo[4] del Westfield London de £1.6b millones[5] en Shepherd's Bush, al oeste de Londres. El desarrollo incluye la construcción de estaciones de ferrocarriles para el nuevo servicio London Overground.
- Westfield también controla el proyecto de desarrollo Stratford City que estará junto al parque Juegos Olímpicos de 2012 en Londres, habiendo adquirido recientemente el 75% del proyecto.[6]
- Westfield es actualmente el desarrollador del desarrollo comercial Broadway  en Bradford después de haber adquirido Stannifer en 2004.[7]
- El 9 de octubre de 2007 Westfield abrió la extensión de £340m y remodeló el Derby's Eagle Centre, en la cual cambió de nombre a "Westfield Derby",[8] y también tiene un plan de £ 400 millones para ampliar y renovar el centro comercial Westfield Broadmarsh en la vecina Nottingham en East Midlands.

Se ha argumentado que las principales ventajas de competitivas de Westfield se encuentran en sus competencias específicas y las innovaciones en los bienes de selección,  rehabilitación,  la marca y la comercialización; las relaciones minorista, y la financiación.

### Australia
Tras haber sido establecido en Australia, con sus locales originales en Blacktown, el Grupo Westfield continua operando un gran número de centros comerciales en Australia
El Anual de 2006 del Grupo Westfield  identificó los centros comerciales más grande en cada estado de la siguiente manera:
- Westfield Belconnen en el Territorio Capital de Australia
- Westfield Parramatta en Nueva Gales del Sur,
- Westfield Chermside en Queensland,
- Westfield Marion en Australia del Sur,
- Knox City Shopping Centre en Victoria y
- Westfield Carousel en Australia Occidental

### Nueva Zelanda

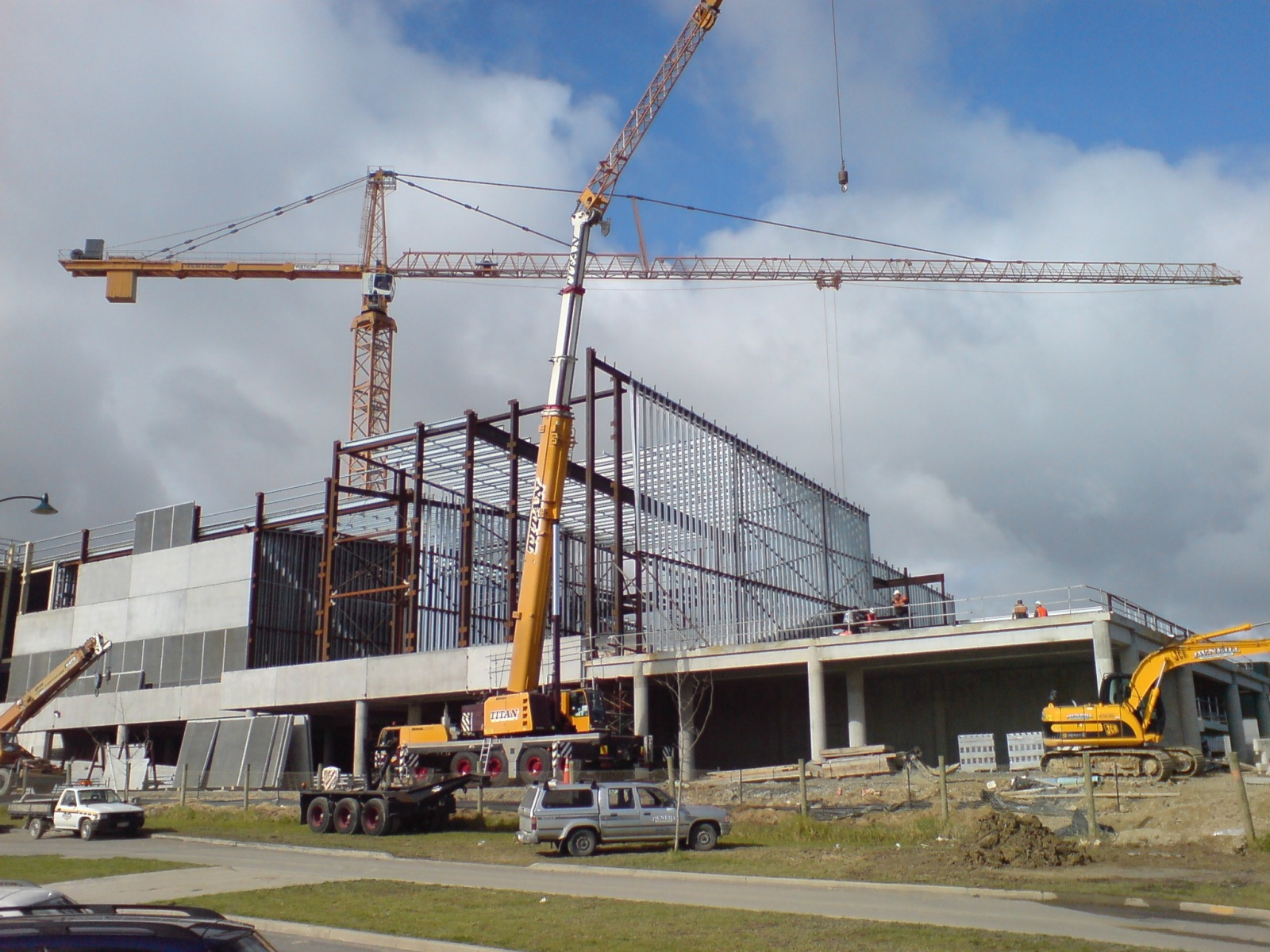
Westfield Albany en construcción en 2007.

Los centros comerciales Westfield son la cadena mAs popular de centros comerciales en Nueva Zelanda, con más de 9 solamente en Auckland. Hay más en todo el país, el más grande está en Albany.
Sus ubicaciones incluyen:
- Auckland
  - Westfield Albany
  - Westfield Downtown
  - Westfield Glenfield
  - Westfield Manukau City
  - Westfield Newmarket
  - Westfield Pakuranga
  - Westfield St Lukes
  - Westfield Shore City
- Christchurch
  - Westfield Riccarton
- Hamilton
  - Westfield Chartwell
- Wellington
  - Westfield Queensgate

### México
En el plan de expansión la empresa australiana tiene contemplado construir 7 centros comerciales en diferentes estados del país en el transcurso de 2017 y 2018, por ahora se encuentran confirmado Westfield Coatzacoalcos en Coatzacoalcos, Veracruz; Que contará con El Palacio de Hierro, Cinépolis VIP y 4DX, Sanborns, Sports World, Hotel Marriott, Zara, Gap, H&M, Primark y Nautica, entre muchos otros.

## Imágenes de sus ubicaciones

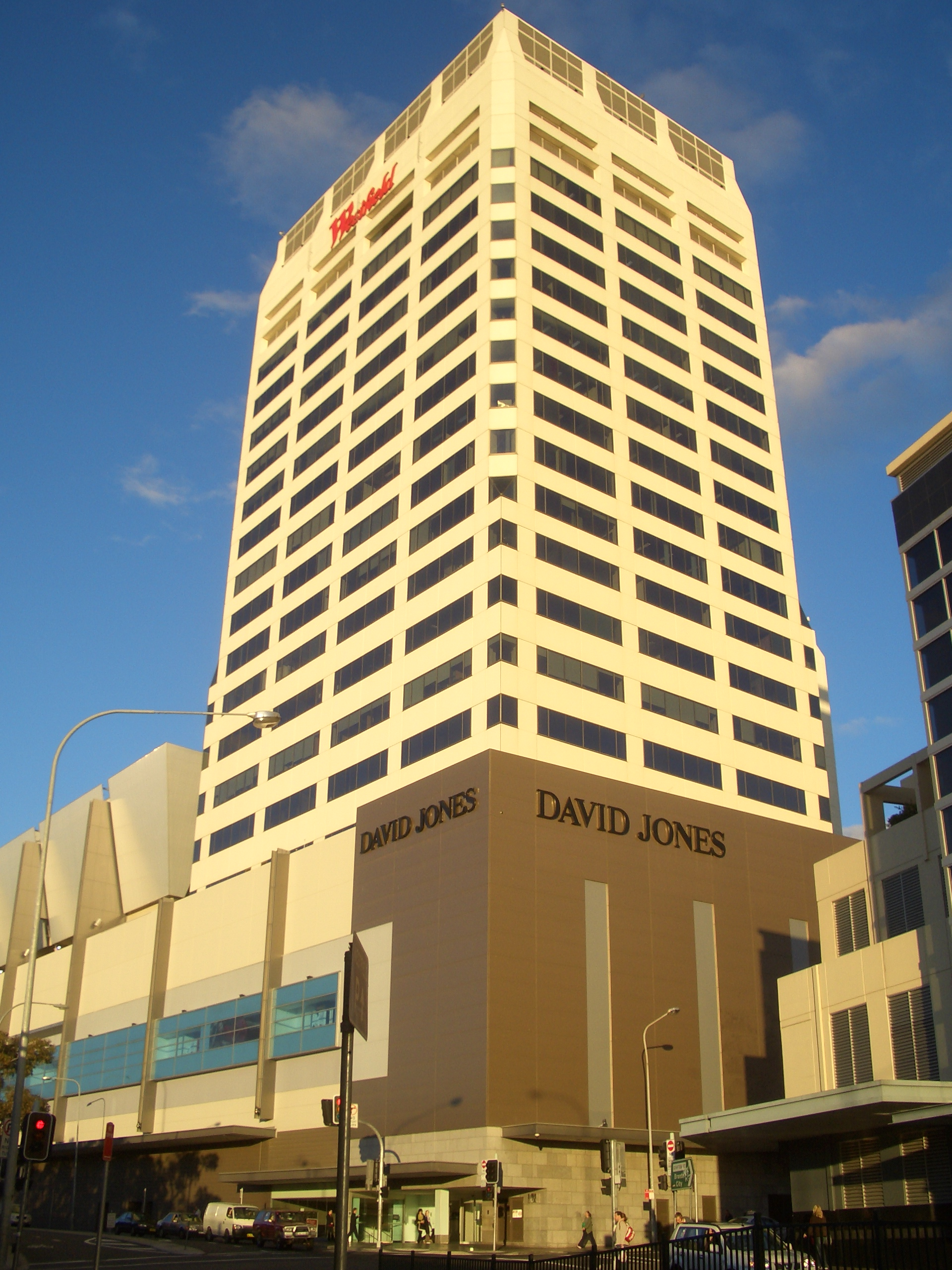
Westfield Bondi Junction, Sydney
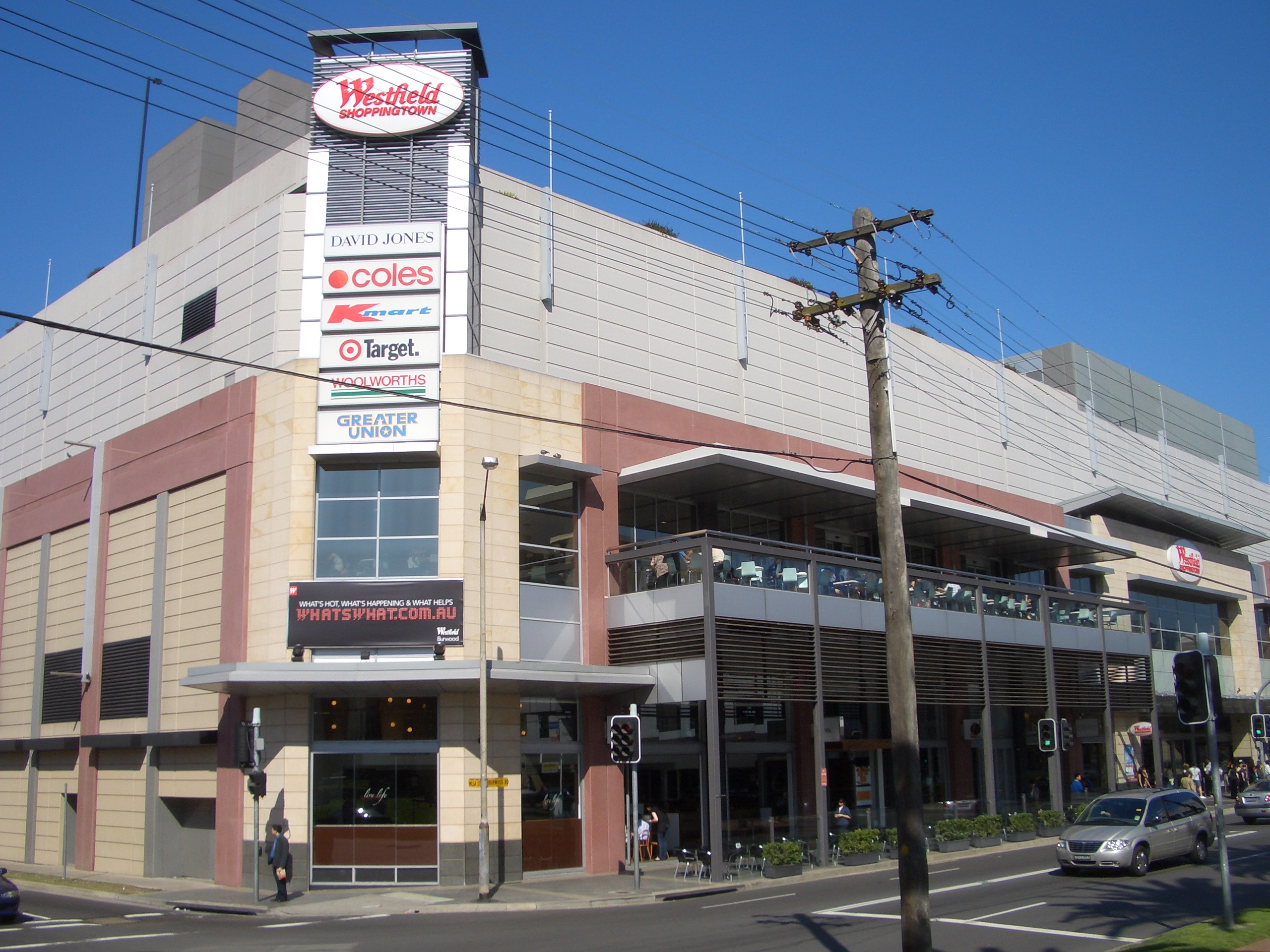
Westfield Burwood, Sydney
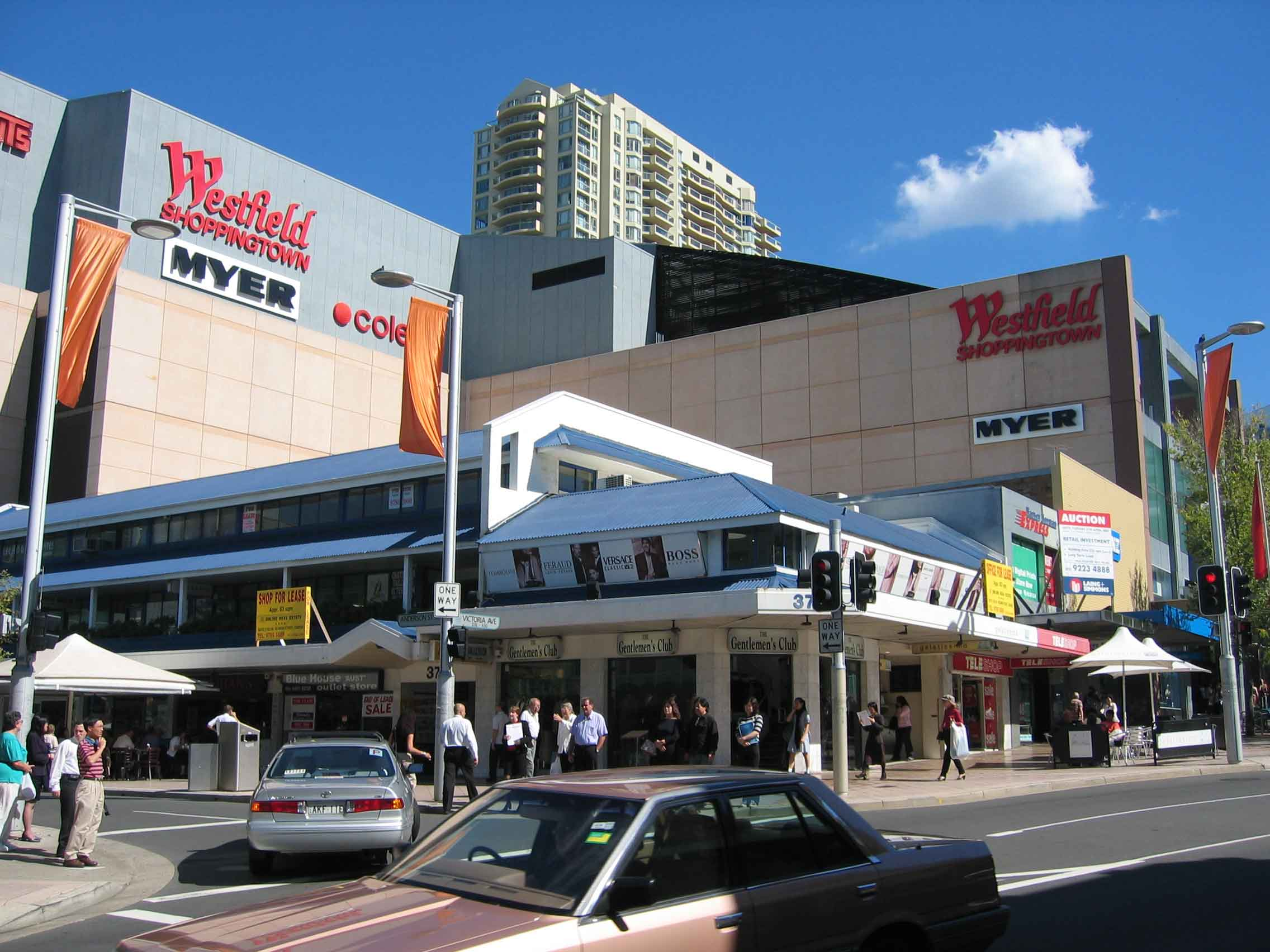
Westfield Chatswood, Sydney
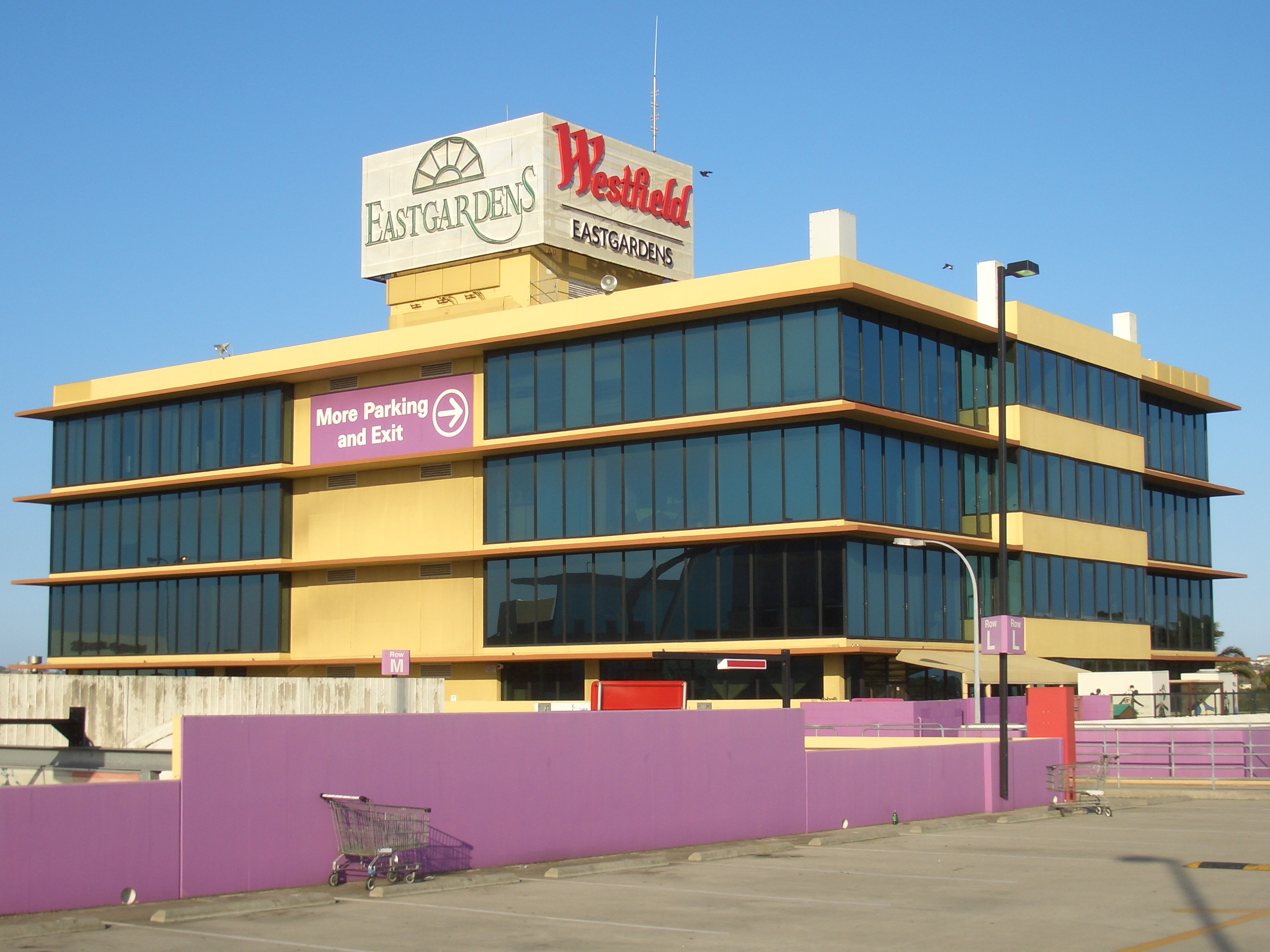
Westfield Eastgardens, Sydney
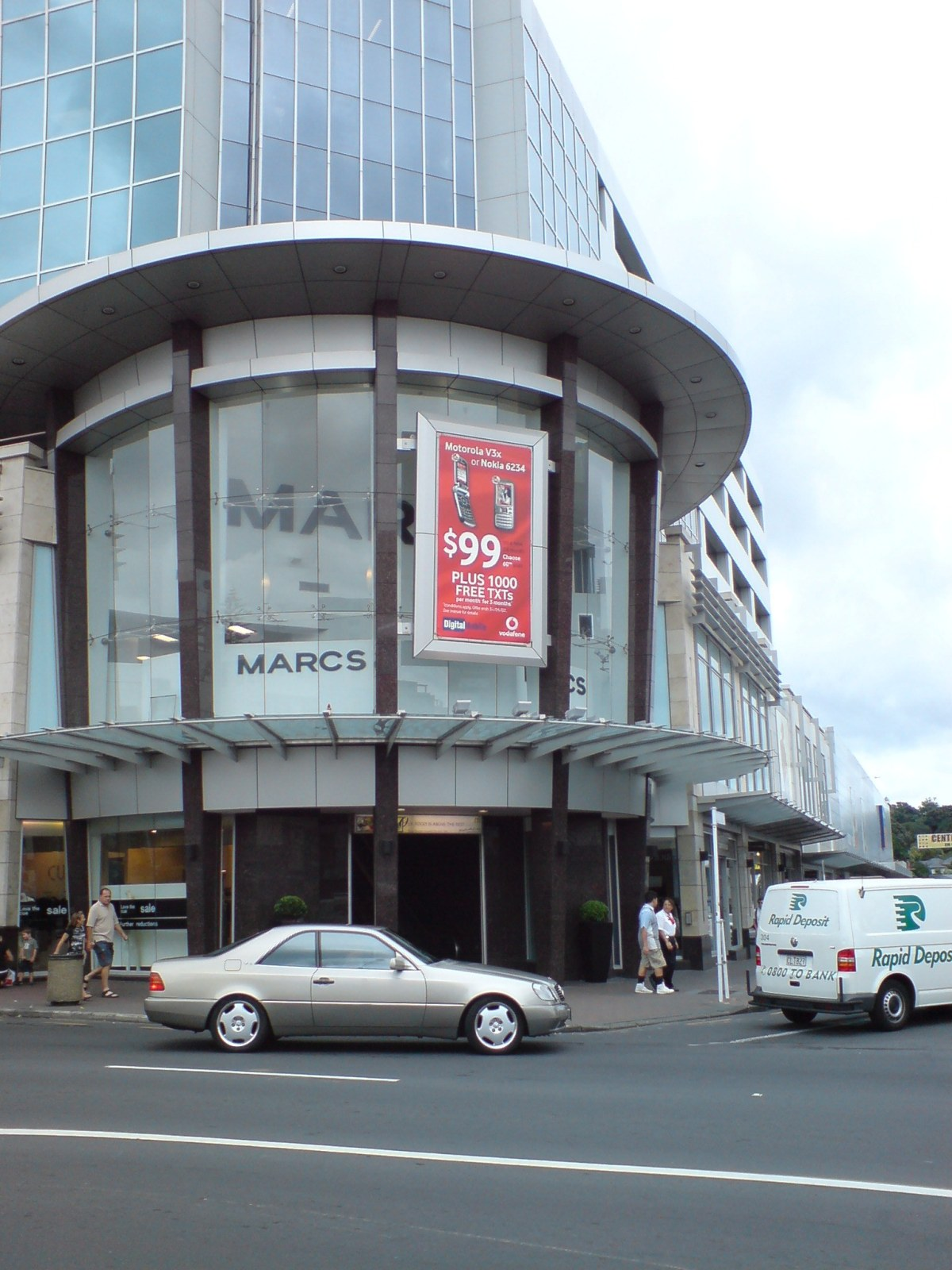
Westfield Newmarket, Auckland
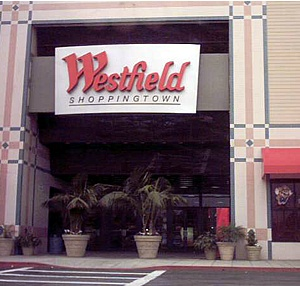
Westfield Fox Hills, Culver City, California
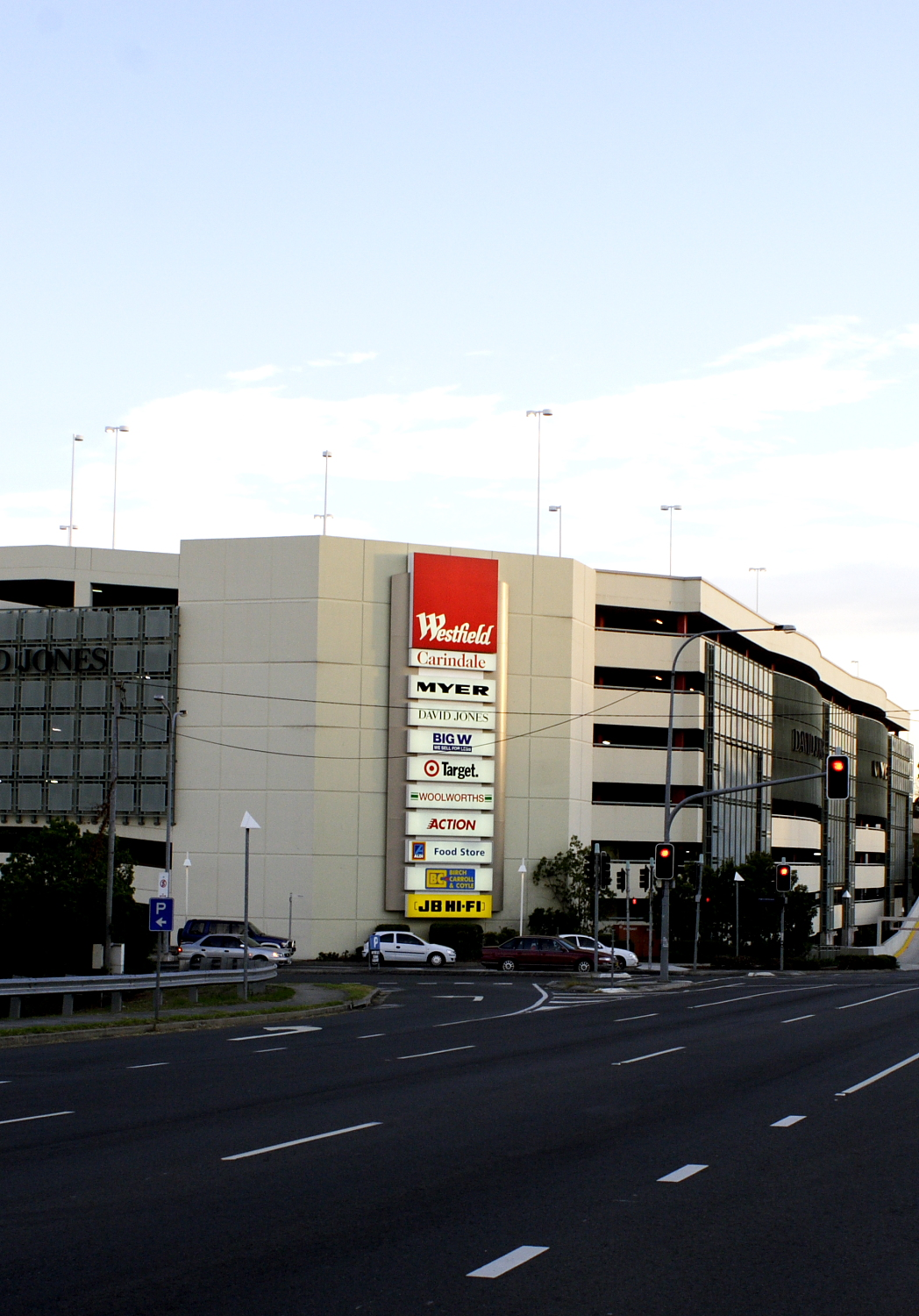
Westfield Carindale, Brisbane
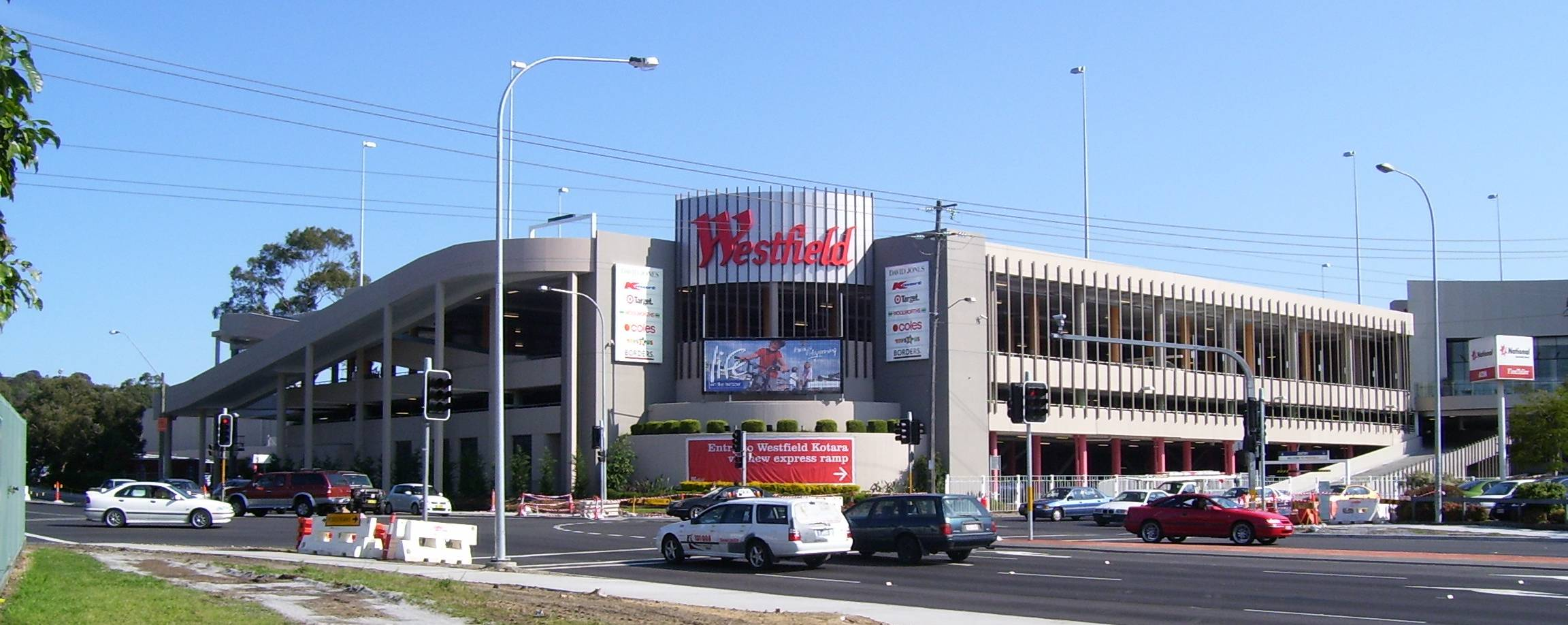
Westfield Kotara, Newcastle